# Dominik Hoyer
Dominik Hoyer (* 12. Februar 1994 in Rheinfelden) ist ein deutscher Jazzmusiker (Schlagzeug, Komposition).

## Leben und Wirken
Hoyer fand über seine Familie früh zur Musik; sein Großvater war Amateurschlagzeuger und vermachte ihm sein erstes Schlagzeug. Mit sieben Jahren kam er in die örtliche Musikschule. Dann trommelte er im Musikverein Fahrnau. Er studierte bis 2017 im Bachelorstudiengang bei Julio Barreto, Jeff Ballard und Adrian Mears auf dem Jazzcampus der Musikhochschule Basel, wo er anschließend 2019 mit dem Master in Musikpädagogik abschloss.
Hoyer leitet seine Dominik Hoyer Band, die er 2020 mit dem Posaunisten Lukas Reinert, dem Pianisten David Cogliatti und dem Bassisten Marc Mezgolits gründete und für die er auch komponiert.  Sein Debütalbum Nachtblau erschien 2022 bei Double Moon Records. Weiterhin spielt er als Sideman und ist als Musiklehrer tätig.